# Le Borgne (film)
Pour les articles homonymes, voir Le Borgne.
Pour plus de détails, voir Fiche technique et Distribution.
Le Borgne est un film français réalisé par Raoul Ruiz, sorti en 1980.

## Fiche technique
- Réalisateur : Raoul Ruiz
- Scénariste : Raoul Ruiz
- Producteur :
- Société de production :
- Directeur de la photographie	: Jacques Bouquin
- Monteuse : Valeria Sarmiento
- Ingénieur du son : Jean-Claude Brisson et Pierre Donnadieu
- Genre :
- Année : 1980
- Durée : 72 minutes

## Distribution
- Jean-Christophe Bouvet :
- Pascal Bonitzer :
- Philippe Collin :
- François Ede :
- Manuelle Lidsky :
- Franck Oger :